# 권영훈
권영훈(2000년 11월 21일 ~)은 대한민국의 래퍼다. 2021년 싱글 [Yuck]으로 데뷔했다.

## 방송
- 고등래퍼 3 (2019) - Top6(5위)
- 쇼미더머니 11 (2022) - 1차 예선 탈락

## 음반
- 고등래퍼3 팀대항전 Part 1 (2019)
- 고등래퍼3 팀대항전 Part 2 (2019)
- 고등래퍼3 Final (2019)
- 고등래퍼3 Instrumental (2019)
- Yuck (2021)
- nirvana (2021)